# 佐佐木站
佐佐木站（日语：／ Sasaki eki */?）是位於新潟縣新發田市上中澤，屬於東日本旅客鐵道（JR東日本）的白新線車站。

## 歷史
- 1952年（昭和27年）12月23日：白新線新發田至葛塚之間開業，此站啟用[1]。
- 1987年（昭和62年）4月1日：伴隨國鐵分割民營化，車站由東日本旅客鐵道（JR東日本）營運。
- 2003年（平成15年）：車站大樓重建為山小屋風建築物[1]。
- 2006年（平成18年）1月21日：此站可使用IC卡「Suica」（新潟都市圈範圍）。

## 車站構造
本站是地面車站，設有1面1線的單式月台和1面2線的島式月台。各月台之間透過跨線橋連接。此站曾設有信越綜合飼料與北興化學工業專用線。
此站是由新潟站管理的業務委託車站，並委托JR新潟Business負責車站業務。站內設有售票處、簡易Suica閘機、自動售票機、自動販賣機和廁所，但沒有設置有綠色窗口。

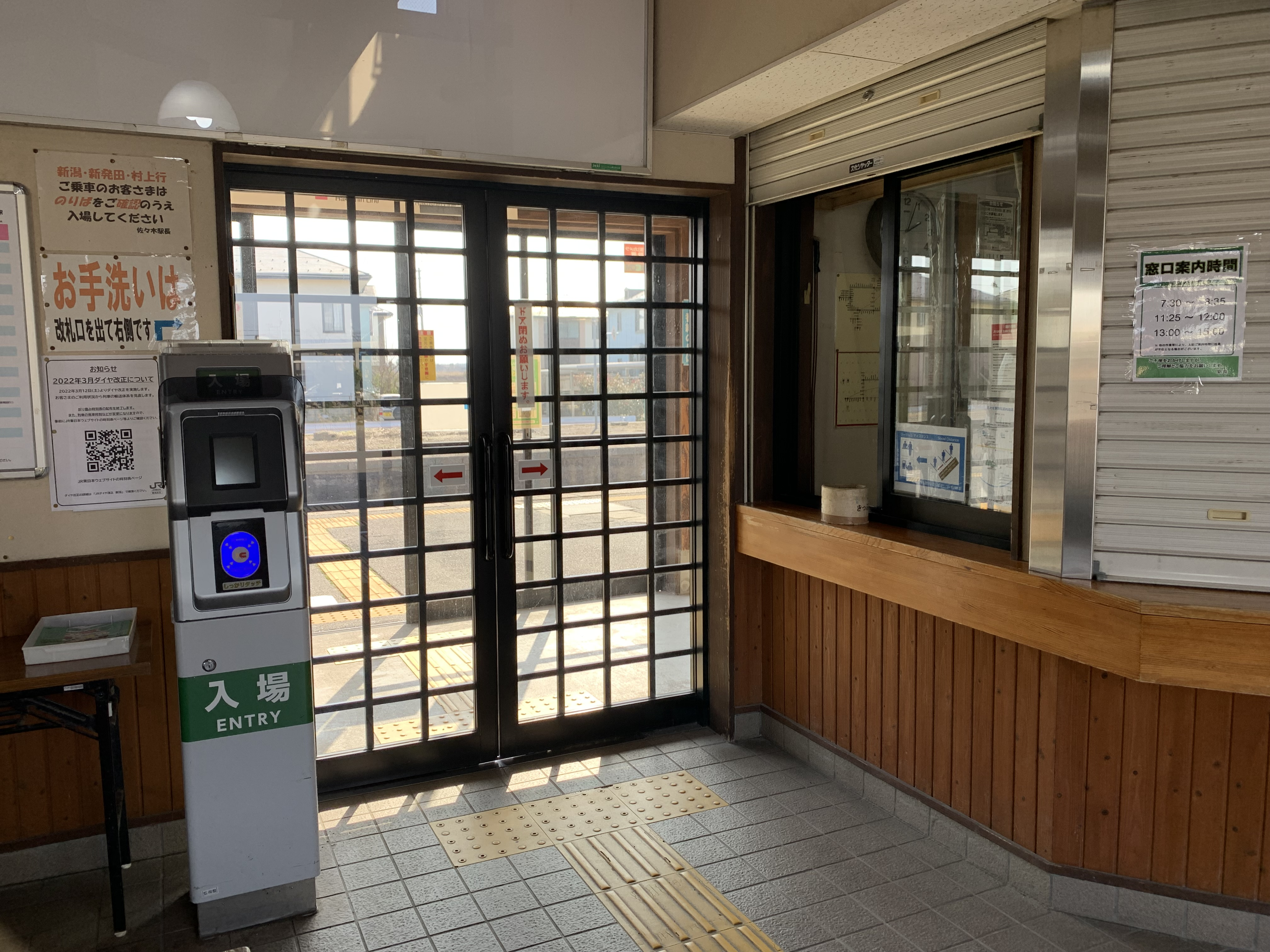
驗票口（2022年3月）
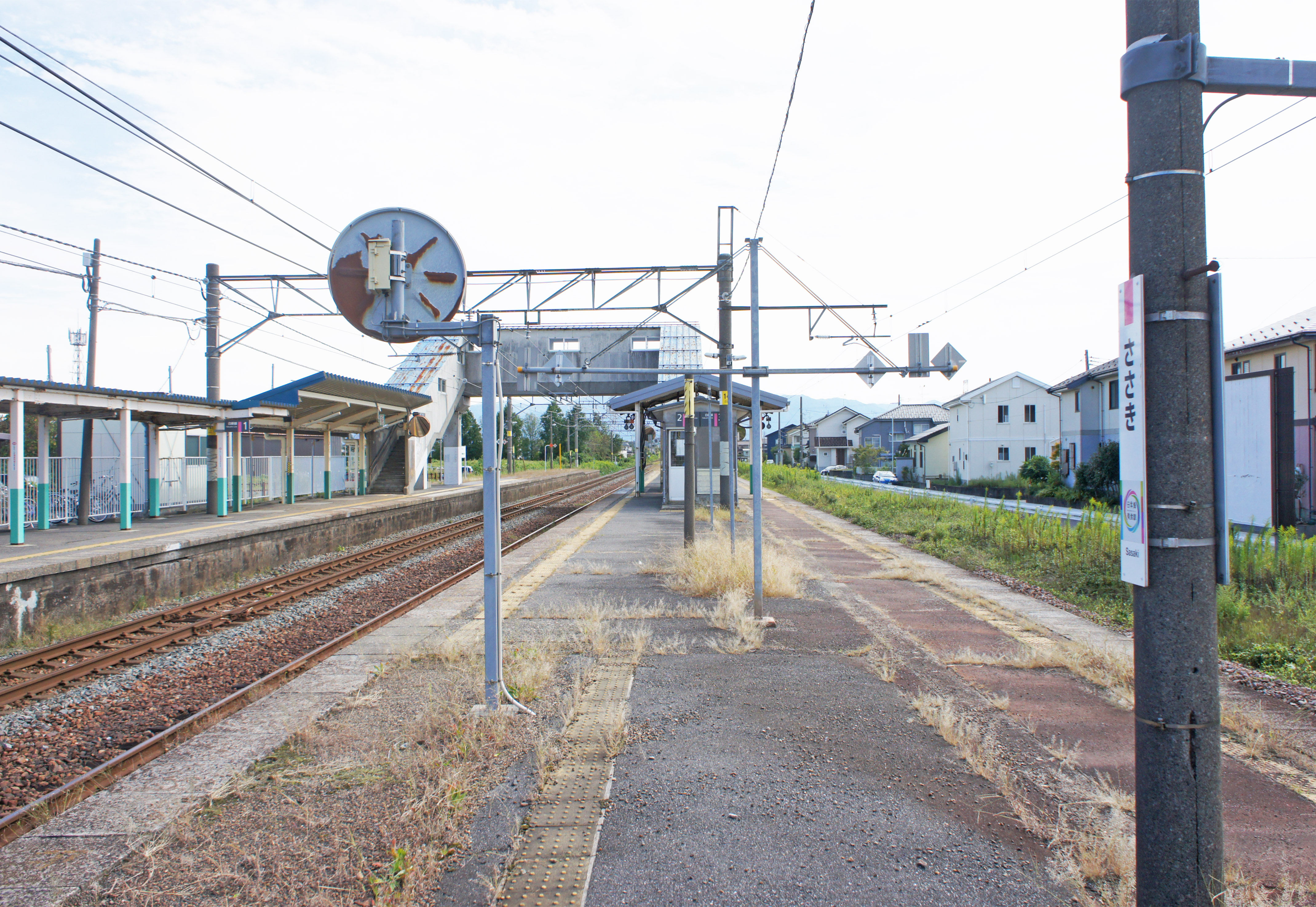
月台（2021年9月）

### 月台
| 月台 | 路線    | 上下行       | 方向         |
| ---- | ------- | ------------ | ------------ |
| 1、3 | ■白新線 | 下行         | 新發田方向   |
| 1、3 | ■白新線 | 上行         | 新潟方向     |
| 2    | ■白新線 | （後備月台） | （後備月台） |

此站為一線通過結構，主要使用1號月台。

## 使用狀況
根據「JR東日本」的資料，在2019年度（令和元年度）1日平均乘車人次為839人。
以下為近年乘車人次變化列表：
| 乘車人次變化       | 乘車人次變化     | 乘車人次變化    |
| 年度               | 1日平均 乘車人次 | 參考資料        |
| ------------------ | ---------------- | --------------- |
| 2000年（平成12年） | 765              | [ 利用客数 2 ]  |
| 2001年（平成13年） | 774              | [ 利用客数 3 ]  |
| 2002年（平成14年） | 781              | [ 利用客数 4 ]  |
| 2003年（平成15年） | 774              | [ 利用客数 5 ]  |
| 2004年（平成16年） | 785              | [ 利用客数 6 ]  |
| 2005年（平成17年） | 780              | [ 利用客数 7 ]  |
| 2006年（平成18年） | 744              | [ 利用客数 8 ]  |
| 2007年（平成19年） | 765              | [ 利用客数 9 ]  |
| 2008年（平成20年） | 797              | [ 利用客数 10 ] |
| 2009年（平成21年） | 796              | [ 利用客数 11 ] |
| 2010年（平成22年） | 804              | [ 利用客数 12 ] |
| 2011年（平成23年） | 847              | [ 利用客数 13 ] |
| 2012年（平成24年） | 853              | [ 利用客数 14 ] |
| 2013年（平成25年） | 899              | [ 利用客数 15 ] |
| 2014年（平成26年） | 836              | [ 利用客数 16 ] |
| 2015年（平成27年） | 860              | [ 利用客数 17 ] |
| 2016年（平成28年） | 885              | [ 利用客数 18 ] |
| 2017年（平成29年） | 890              | [ 利用客数 19 ] |
| 2018年（平成30年） | 886              | [ 利用客数 20 ] |
| 2019年（令和元年） | 839              | [ 利用客数 1 ]  |

## 車站周邊

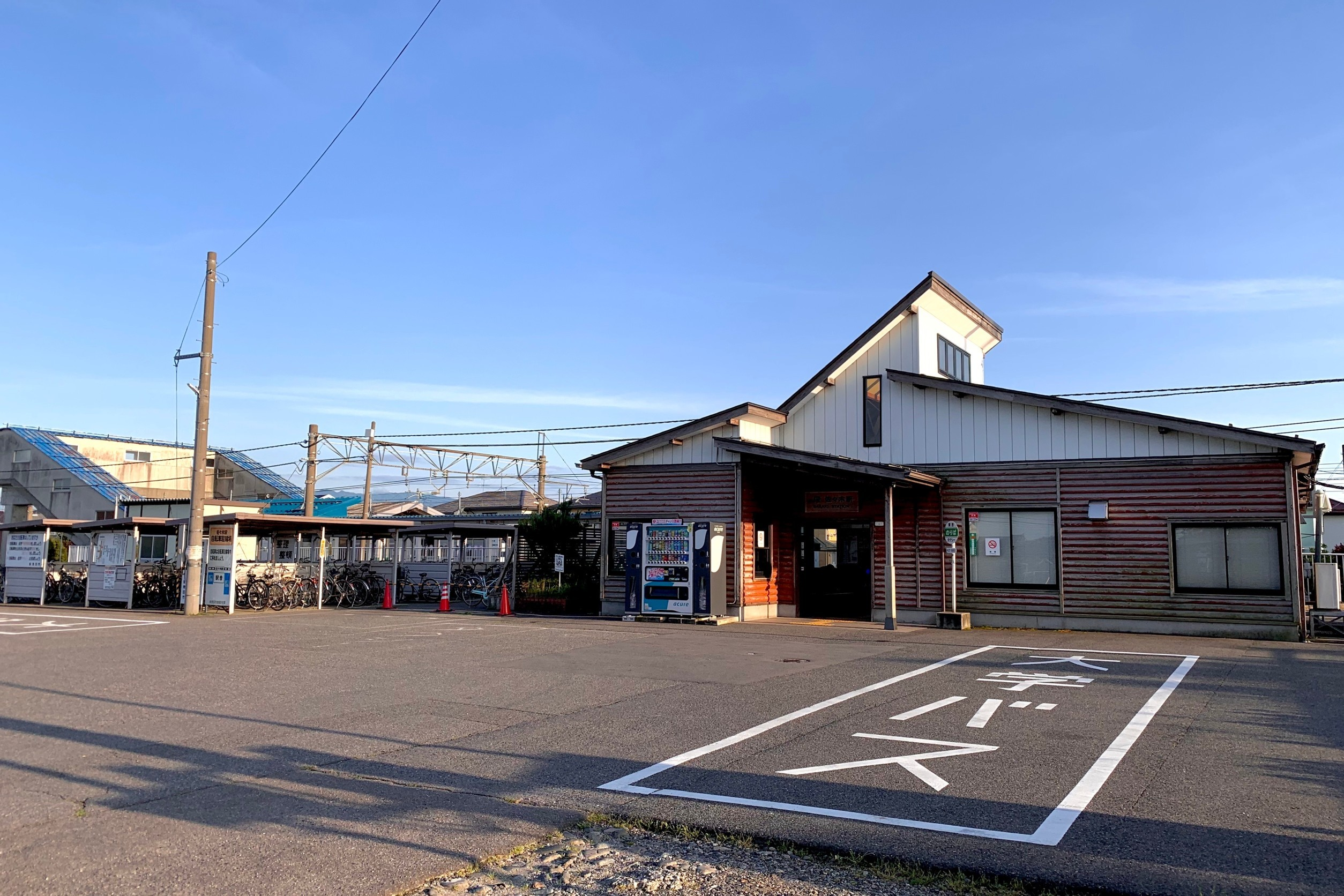
在站前，前往敬和學園大學的巴士停泊處（2020年5月）

車站周邊設有古老高密度住宅區。車站後方為新式住宅區（上中澤西地區）。
在佐佐木站周邊設有多處拍攝鐵路的地點。在新潟方向的路線設有左彎，當臨時列車行經此地時，許多人會拍下轉彎一刻。另外，在新發田方向一邊，於JA北越後佐佐木分店、新發田市立佐佐木小學附近的平交道附近，該處可以在拍攝到以二王子岳作為背景，加上在田園地帶中的列車駛過。在該處，四季都能夠拍下不同的風景。

### 站前（北邊）
- 新潟縣道391號佐佐木停車場線
- 新潟縣道3號新潟新發田村上線（日语：新潟県道3号新潟新発田村上線）（舊7號）
- 新潟縣道26號新發田豐榮線（日语：新潟県道26号新発田豊栄線）（舊7號）
- 佐佐木郵局
- 天理教佐佐木分教會
- 敬和學園大學（日语：敬和学園大学）…轉乘巴士約5分鐘（校巴）
- Hello Work新發田…轉乘巴士約5分鐘　步行約20分鐘

### 車站大樓背後（南側）
- 新發田市立佐佐木小學
- JA北越後佐佐木分店

## 巴士

新發田區域的巴士路線圖（2018.4.1修正）。當中沒有顯示「聖籠Eco迷你巴士」。

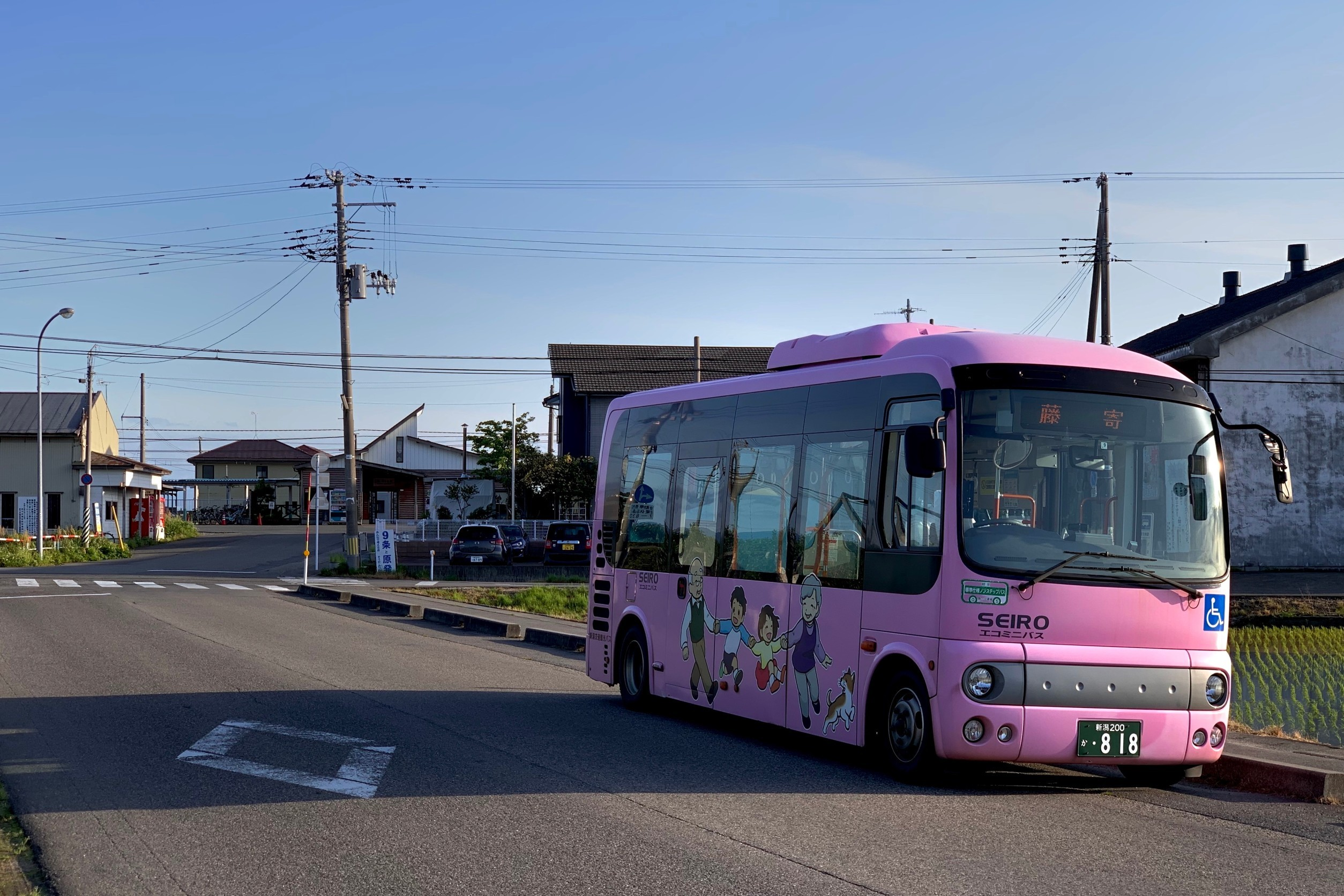
在佐佐木站巴士站停車中的聖籠Eco迷你巴士「櫻桃」號（2020年5月）

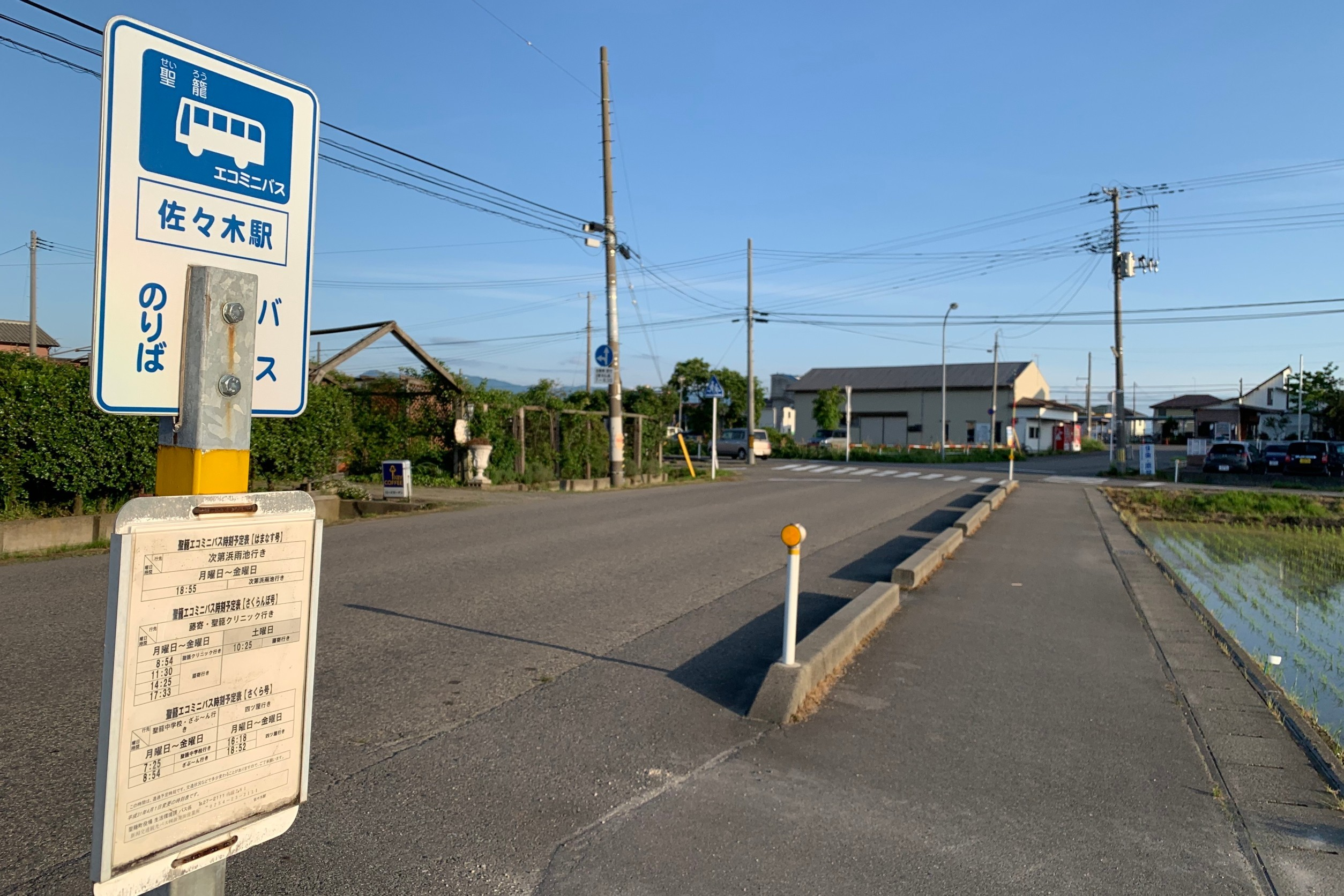
聖籠Eco迷你巴士「佐佐木站」巴士站（2020年5月）

此站設有前往鄰接北蒲原郡聖籠町的「聖籠Eco迷你巴士」佐佐木站巴士站。另外在車站北邊於縣道26號（前國道7號）上（步行約2分鐘）設有新潟交通觀光巴士佐佐木站前巴士站，停靠的巴士路線為前往新發田、新潟市中心方向。
截至2018年4月，設有以下路線停靠。有關詳細資訊可參閱「聖籠Eco迷你巴士（聖籠町） （页面存档备份，存于）」、「新發田區域（新潟交通觀光巴士） （页面存档备份，存于）」。
- 佐佐木站巴士站（車站大樓前）
  - 聖籠Eco迷你巴士
    - 玫瑰號
    - 櫻桃號
    - 櫻花號

- 佐佐木站前巴士站（在佐佐木站前路口附近）
  - LAWSON前（新潟方向）
    - E46　經木崎、新崎　前往新潟站前、萬代城（日语：万代シテイバスセンター）
    - 經木崎　　前往新潟馬場（日语：新潟競馬場）　※在中央賽馬日、場外假發售日運行

  - Wago Dry前（新發田方向）
    - 新發田站前、新發田營業所

## 相鄰車站
東日本旅客鐵道（JR東日本）
■白新線
□快速「紅花」、■快速
通過
■普通
黑山－佐佐木－西新發田

## 注腳

### 使用狀況
1. 1 2  . 東日本旅客鉄道.   [2020-07-13]. （原始内容存档于2020-07-10） （日语）.
2. ↑  . 東日本旅客鉄道.   [2019-04-07]. （原始内容存档于2019-04-02） （日语）.
3. ↑  . 東日本旅客鉄道.   [2019-04-07]. （原始内容存档于2019-02-22） （日语）.
4. ↑  . 東日本旅客鉄道.   [2019-04-07]. （原始内容存档于2019-04-02） （日语）.
5. ↑  . 東日本旅客鉄道.   [2019-04-07]. （原始内容存档于2019-03-27） （日语）.
6. ↑  . 東日本旅客鉄道.   [2019-04-07]. （原始内容存档于2019-03-27） （日语）.
7. ↑  . 東日本旅客鉄道.   [2019-04-07]. （原始内容存档于2019-03-27） （日语）.
8. ↑  . 東日本旅客鉄道.   [2019-04-07]. （原始内容存档于2019-04-02） （日语）.
9. ↑  . 東日本旅客鉄道.   [2019-04-07]. （原始内容存档于2019-04-02） （日语）.
10. ↑  . 東日本旅客鉄道.   [2019-04-07]. （原始内容存档于2019-03-27） （日语）.
11. ↑  . 東日本旅客鉄道.   [2019-04-07]. （原始内容存档于2019-03-27） （日语）.
12. ↑  . 東日本旅客鉄道.   [2019-04-07]. （原始内容存档于2019-03-27） （日语）.
13. ↑  . 東日本旅客鉄道.   [2019-04-07]. （原始内容存档于2019-03-27） （日语）.
14. ↑  . 東日本旅客鉄道.   [2019-04-07]. （原始内容存档于2019-03-27） （日语）.
15. ↑  . 東日本旅客鉄道.   [2019-04-07]. （原始内容存档于2016-04-04） （日语）.
16. ↑  . 東日本旅客鉄道.   [2019-04-07]. （原始内容存档于2019-03-27） （日语）.
17. ↑  . 東日本旅客鉄道.   [2019-04-07]. （原始内容存档于2019-03-23） （日语）.
18. ↑  . 東日本旅客鉄道.   [2019-04-07]. （原始内容存档于2019-03-27） （日语）.
19. ↑  . 東日本旅客鉄道.   [2019-04-07]. （原始内容存档于2019-03-25） （日语）.
20. ↑  . 東日本旅客鉄道.   [2019-07-21]. （原始内容存档于2019-07-05） （日语）.

## 外部連結
- 車站資訊（佐佐木）：東日本旅客鐵道（日語）